# Ван Кеньтан
Ван Кеньтан (王肯堂, 1549 — 1613) — китайський лікар, поет, історик, каліграф державний службовець часів династії Мін, представник школи так званих «еклектиків».

## Життєпис
Походив з роду вищої чиновницької бюрократії. Його дід Ван Гао та батько Ван Цяо обіймав високі посаді в державному управлінні. Здобув домашню освіту, зацікавився медициною під час хвороби матері. З успіхом склав імператорський іспит у 1589 році, після чого призначається головою імператорської академії Ханьлінь.
Під час війни з японськими піратами неодноразово подавав свої пропозиції щодо активнішої боротьби з ними, але усі вони були відхилені. Тоді Ван у 1592 році звільнився зі служби, перебрався до рідного міста, де розпочав лікарську практику.

## Творчість
Відомий насамперед своїми працями з медицини. З доробку Ван Кеньтана найбільш значущими є «Люке чжен чжічжун шен» («Основи діагностики та лікування з шести напрямках»), де представлено його клінічний досвід та об'єднано твори медичних книг до династії Мін, представлено опис синдромів і лікування різних захворювань, «Гуцзінь і тун чженмо цюаньшу» («Повне зібрання класичної медичної традиції від давнини до сучасності», 1601 рік), де зібрано 44 класичні медичні твори, «Чжень чжіу жуньшен» («Основи акупунктури і припікання»), «Ї сюе чженцзун» («Класична медицина») і «Няньсі бічень» («Записи Няньсі»).
Брав участь у написанні історії династії Мін. Також в його доробку праці «Шан шу яочжі» («Сутність Книги історії»). Ван Кеньтан також зробив коментар до «Лунь юя» Конфуція — «Лунь юй ї фу».
В каліграфії наслідував стилю часів династії Цзінь, яким склав 10 цзюанів каліграфічних написів «Юганчжай», що шанувалися та вивчалися протягом усього періоду Мін.